# Laurent Phélip
Laurent Phélip est un officier général français de la Gendarmerie nationale. Général de division, il est commandant en second de la région de Gendarmerie Auvergne-Rhône-Alpes ainsi que de la Gendarmerie pour la Zone de défense et de sécurité Sud-Est. Il était précédemment chargé de mission pour les grands événements et les Jeux Olympiques et Paralympiques (JOP) 2024 auprès du directeur général de la Gendarmerie nationale après avoir commandé le commandement spécialisé pour la sécurité nucléaire (CoSSeN) à Maisons-Alfort (Val-de-Marne). Il a également commandé le Groupe d'intervention de la Gendarmerie nationale (GIGN).

## Biographie
Originaire de Lyon, Laurent Gilles Marie Phélip entre à l’École spéciale militaire de Saint-Cyr Coëtquidan en 1989. Diplômé en 1992, il choisit la gendarmerie et intègre l'École des officiers de la Gendarmerie nationale de Melun. Après une première affectation en escadron de gendarmerie mobile, il rejoint le GIGN pour la première de multiples affectations, entrecoupées de commandements en gendarmerie départementale et de postes en état-major. Il est breveté du Collège interarmées de Défense (2007).

### Déroulement de carrière
- 1993 – 1994 : Escadron de Gendarmerie mobile (EGM) de Baccarat - Baccarat (Meurthe-et-Moselle)[5].
- 1994 – 2000 : Groupe d'Intervention de la Gendarmerie Nationale (GIGN) - Versailles-Satory (Yvelines)[5].
- 2000 – 2003 : Compagnie de Gendarmerie départementale d'Avignon (Vaucluse) - commandant de la compagnie.
- 2003 – 2006 : Cabinet du Ministre de la défense - Paris (75007).
- 2007 – 2011 : Groupe d'Intervention de la Gendarmerie Nationale - Versailles (Yvelines). Chef d’État-Major Opérationnel[5].
- 2011 – 2014 : Groupement de Gendarmerie départementale des Bouches-du-Rhône à Marseille. Commandant de groupement.
- 2014 – 2016 : Direction Générale de la Gendarmerie Nationale. Chef du bureau de la défense et de la sécurité nationale.
- 2016 - 2017 : Groupe d'Intervention de la Gendarmerie Nationale - Versailles (Yvelines). Commandant en second[5],[6].
- 2017 - 2020 : Groupe d'Intervention de la Gendarmerie Nationale - Versailles (Yvelines). Commandant[6].
- 2020 - 2023 : Directeur du commandement spécialisé pour la sécurité nucléaire (CoSSeN ) Maisons-Alfort - (Val-de-Marne)[3].
- 2023 - 2025 : Chargé de mission grands événements et Jeux olympiques et paralympiques 2024[7].
- 2025 - aujourd'hui : Commandant en second de la région de Gendarmerie Auvergne-Rhône-Alpes ainsi que de la Gendarmerie pour la zone de défense et de Sécurité Sud-Est[2].

### Formation
- 1987 - Baccalauréat C - Lycée du Parc – Lyon[5].
- 1987/ 1989 - Math Sup - Math Spé - Lycée militaire d'Aix-en-Provence[5].
- 1989/1992 - École spéciale militaire de Saint-Cyr - diplôme d'ingénieur des sciences de la matière - Coëtquidan[5].
- 1992/1993 - École des officiers de la Gendarmerie nationale (EOGN) - Melun[5].
- 2006/2007 - Collège interarmées de Défense - École militaire - Paris.

### Grades
- Lieutenant : 1er août 1992
- Capitaine : 1er août 1996[8]
- Chef d'escadron : 1er mai 2002[8]
- Lieutenant-colonel : 1er mai 2007[8]
- Colonel : 1er janvier 2010[8]
- Général de brigade : 1er août 2018[9]
- Général de division : 1er avril 2023[1]

## Décorations
- Officier de la Légion d'honneur (décret du 29 octobre 2020[10])
- Officier de l'ordre national du Mérite (décret du 4 novembre 2016[11])
- Médaille de la Défense nationale, échelon or (2003)
- Médaille de la sécurité intérieure, or (2014)
- Médaille d'honneur pour acte de courage et de dévouement, bronze (1997)